# Stagione 1976-1977 di snooker
La stagione 1976-1977 di snooker è la 9ª edizione di una stagione di snooker. Ha preso il via nel settembre 1976 ed è terminata il 7 maggio 1977, dopo otto tornei professionistici, lo stesso numero della stagione precedente, suddivisi in uno valido per la classifica mondiale, e sette non validi, lo stesso numero della stagione precedente.

## Calendario

### Main Tour
| N° | Date di gioco                        | Torneo                                     | N° edizione | Città      | Impianto                             | Vincitore      | Finalista      | Risultato   | Note  |
| -- | ------------------------------------ | ------------------------------------------ | ----------- | ---------- | ------------------------------------ | -------------- | -------------- | ----------- | ----- |
| 1  | settembre 1976                       | Australian Professional Championship       | 15ª         | Melbourne  | Dandenong Football Club              | Eddie Charlton | Paddy Morgan   | w/o–w/d     | [ 2 ] |
| 2  | settembre 1976                       | Canadian Open                              | 3ª          | Toronto    | Canadian National Exhibition Stadium | John Spencer   | Alex Higgins   | 17–9        | [ 3 ] |
| 8  | dal 28 novembre all'11 dicembre 1976 | World Professional Match-Play Championship | 1ª          | Melbourne  | Nunawading Basketball Centre         | Eddie Charlton | Ray Reardon    | 31–24       | [ 4 ] |
| 3  | gennaio 1977                         | Pot-Black                                  | 9ª          | Birmingham | BBC Studios                          | Perrie Mans    | Doug Mountjoy  | 1–0 (90-21) | [ 5 ] |
| 4  | dal 7 all'11 febbraio 1977           | The Masters                                | 3ª          | Londra     | New London Theatre                   | Doug Mountjoy  | Ray Reardon    | 7–6         | [ 6 ] |
| 5  | 17 e 18 febbraio 1977                | Benson & Hedges Ireland Tournament         | 3ª          | Dublino    | Leopardstown Racecourse              | Alex Higgins   | Ray Reardon    | 5–3         | [ 7 ] |
| 6  | dal 18 al 30 aprile 1977             | Campionato mondiale                        | 46ª         | Sheffield  | Crucible Theatre                     | John Spencer   | Cliff Thorburn | 25–21       | [ 8 ] |
| 7  | dal 30 aprile al 7 maggio 1977       | Pontins Professional                       | 4ª          | Prestatyn  | Pontins                              | John Spencer   | John Pulman    | 7–5         | [ 9 ] |

Legenda:
      Titolo Ranking
      Titolo Non-Ranking